# Action Cycling Team/2015
Deze pagina geeft een overzicht van de Action Cycling Team wielerploeg in 2015.

## Renners
| Naam                         | Geboortedatum     | Nationaliteit | Ploeg 2014 |
| ---------------------------- | ----------------- | ------------- | ---------- |
| Chien-liang Chen             | 7 november 1993   | Taiwan        | Team Gusto |
| Ssu Han Chiang (vanaf 01/10) | 29 september 1989 | Taiwan        | Geen       |
| Chang Ying Hsieh             | 31 januari 1993   | Taiwan        | Team Gusto |
| Shih Hsin Hsiao              | 3 april 1990      | Taiwan        | Team Gusto |
| Hsuan Ping Hsu               | 5 juli 1996       | Taiwan        | Neo        |
| Shih Chang Huang             | 12 november 1988  | Taiwan        |            |
| Wei Cheng Lee                | 3 juli 1985       | Taiwan        | Team Gusto |
| Chin Feng Liu                | 21 september 1980 | Taiwan        | Team Gusto |
| Yuan Yang Peng               | 10 mei 1993       | Taiwan        | Neo        |
| Chi Hao Wu                   | 29 december 1989  | Taiwan        | Neo        |
| Wu Hsin Yang                 | 11 mei 1993       | Taiwan        | Team Gusto |

## Kalender (profwedstrijden)
geen

## Overwinningen
geen
2010 · 2011 · 2012 · 2013 · 2014 · 2015 · 2016